# سرانو دل مار (کالیفرنیا)
سرانو دل مار (به انگلیسی: Sereno del Mar) یک منطقهٔ مسکونی در ایالات متحده آمریکا است که در شهرستان سونوما، کالیفرنیا واقع شده‌است. سرانو دل مار ۱٫۹۱۰ کیلومتر مربع مساحت و ۱۲۶ نفر جمعیت دارد و ۵۷٫۹۱ متر بالاتر از سطح دریا واقع شده‌است.